# Liste der Biografien/Oi
Liste der Biografien |
Portal Biografien |
Personensuche
# |
A |
B |
C |
D |
E |
F |
G |
H |
I |
J |
K |
L |
M |
N |
O |
P |
Q |
R |
S |
T |
U |
V |
W |
X |
Y |
Z |
?
 
Oa |
Ob |
Oc |
Od |
Oe |
Of |
Og |
Oh |
Oi |
Oj |
Ok |
Ol |
Om |
On |
Oo |
Op |
Oq |
Or |
Os |
Ot |
Ou |
Ov |
Ow |
Ox |
Oy |
Oz
Die Liste der Biografien führt alle Personen auf, die in der deutschsprachigen Wikipedia einen Artikel haben. Dieses ist eine Teilliste mit 98 Einträgen von Personen, deren Namen mit den Buchstaben „Oi“ beginnt.

## Oi
- Ōi, Kentarō (1843–1922), japanischer Politiker
- Ōi, Kentarō (* 1984), japanischer Fußballspieler
- ŌI, Kikutarō (1863–1951), japanischer Offizier, Direktor der Militärakademie und Militärattaché
- Ōi, Naoyuki (* 1983), japanischer Poolbillardspieler
- Ōi, Saidan (1915–2018), japanischer Oberpriester des Zen-Tempels Hōkō-ji
- Ōi, Shihori (* 1999), japanische Skispringerin
- Ōi, Takashi (* 1947), japanischer Jazzmusiker

### Oia
- Oiaka, Gerald (* 1975), salomonischer Fußballschiedsrichter
- Oiarzabal, Juanito (* 1956), spanischer Bergsteiger

### Oib
- Oibares, persischer Satrap
- Oiboh, Julius (* 1990), nigerianischer Fußballspieler

### Oid
- Oida, Toshio (1925–2003), japanischer Jazzmusiker
- Oida, Yoshi (* 1933), japanischer Schauspieler
- Oide, Katsunobu (* 1952), japanischer Physiker
- Oidekivi, Kirsti (* 1959), estnische Lyrikerin
- Oidermaa, Ants (* 1891), estnischer Politiker, Mitglied des Riigikogu und Journalist
- Oidow, Dsewegiin (* 1949), mongolischer Freistilringer
- Oidtman, Ernst von (1854–1937), preußischer Generalleutnant
- Oidtman, Hugo von (1835–1903), preußischer General der Infanterie
- Oidtman, Robert von (1842–1914), preußischer General der Infanterie
- Oidtmann, Heinrich (1838–1890), deutscher Arzt und Unternehmer
- Oidtmann, Heinrich II (1861–1912), deutscher Arzt und Unternehmer
- Oidtmann, Heinrich III (1888–1929), deutscher Unternehmer
- Oidtmann, Peter (* 1946), deutscher Übersetzer

### Oie
- Øie, Toril Marie (* 1960), norwegische Juristin
- Øien, Arne (1928–1998), norwegischer Politiker und Ökonom
- Øien, Frode Sander (* 1969), norwegischer Musiker und Romanautor

### Oig
- Øigarden, Jon (* 1971), norwegischer Schauspieler
- Õigemeel, Birgit (* 1988), estnische Popsängerin
- Õiglane, Janek (* 1994), estnischer Leichtathlet

### Oih
- Øihaugen, Thea (* 2001), norwegische Nordische Kombiniererin

### Oij
- Oijennus, Markus (* 1970), finnischer Eishockeyspieler
- Öijer, Bruno K. (* 1951), schwedischer Dichter und Schriftsteller
- Öijermark, Albert (1900–1970), schwedischer Fußballspieler
- Oiji, Yoshiatsu (* 1998), japanischer Fußballspieler

### Oik
- Oikarainen, Kalevi (1936–2020), finnischer Skilangläufer
- Oikarinen, Toivo (1924–2003), finnischer Skilangläufer
- Oikawa, Heiji (1875–1939), japanischer Pädagoge
- Oikawa, Koshirō (1883–1958), japanischer Admiral und Politiker
- Oikawa, Kōtarō (1928–1991), japanischer Mathematiker
- Oikawa, Okuro (* 1896), japanischer Astronom
- Oikawa, Yūya (* 1981), japanischer Eisschnellläufer
- Oikonomides, Konstantinos (* 1975), deutscher Pesäpallo- und Fußballspieler
- Oikonomopoulos, Nikos (* 1984), griechischer SängerNikos Oikonomopoulos (* 1984)

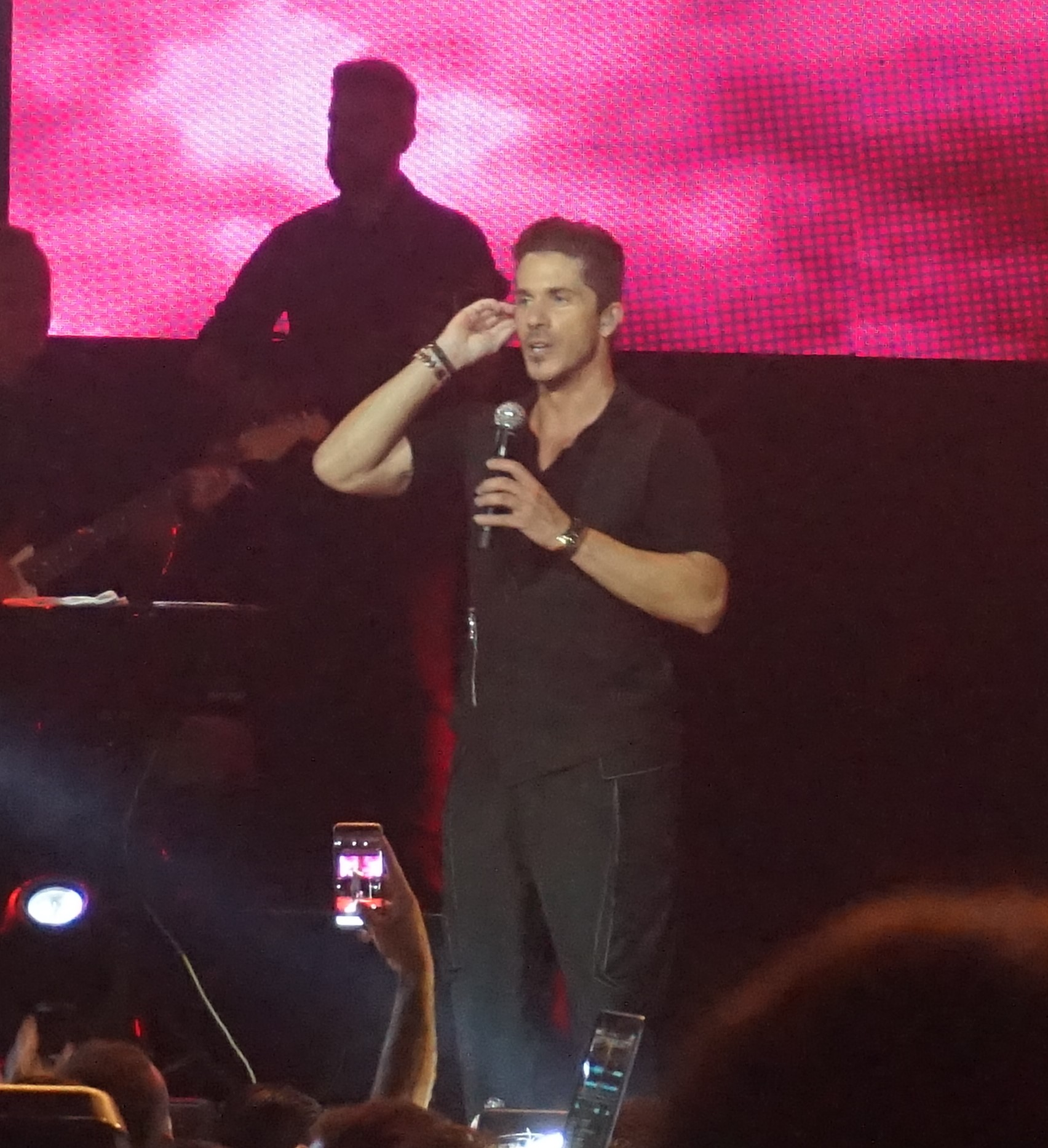
Nikos Oikonomopoulos (* 1984)

- Oikonomopoulou, Aikaterina (* 1978), griechische Wasserballspielerin
- Oikonomos, Konstantinos (1780–1857), neugriechischer Kanzelredner und Gelehrter
- Oikonomou, Antonis (1785–1821), griechischer Partisanenführer und Freiheitskämpfer
- Oikonomou, Athanasios († 1906), griechischer Kämpfer und Prokritos
- Oikonomou, Maria (* 1968), griechische Neogräzistin
- Oikopheles, griechischer Töpfer

### Oim
- Õim, Merike (* 1951), estnische Dichterin
- Õim, Tõnu (* 1941), estnischer Schachmeister
- Ōima, Yoshitoki (* 1989), japanische Mangaka
- Oimara (* 1992), deutscher LiedermacherOimara (* 1992)

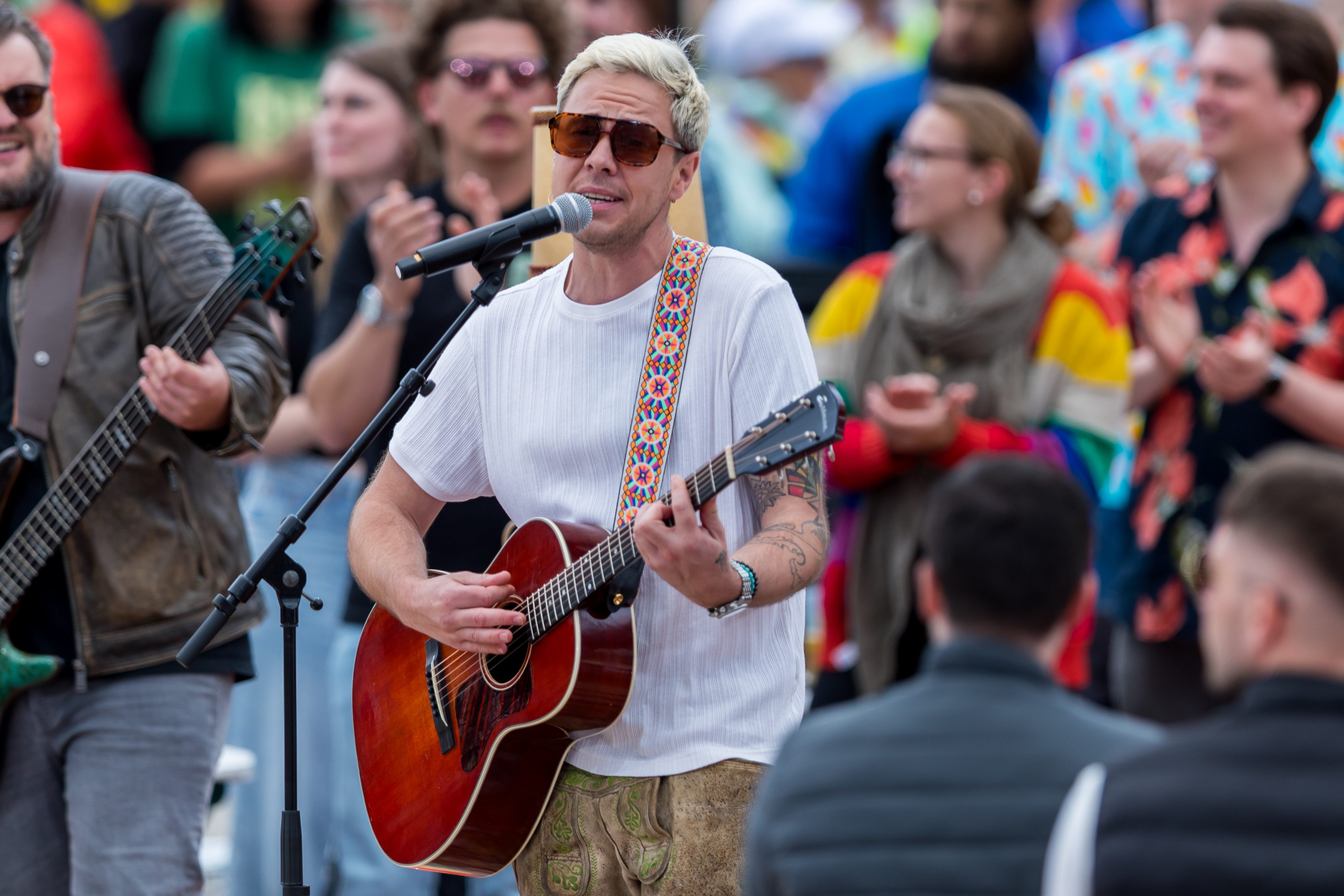
Oimara (* 1992)

- Oimatsu, Kazuyoshi (1911–2001), japanischer Eiskunstläufer
- Oimoen, Caspar (1906–1995), US-amerikanischer Skispringer

### Oin
- Oinas, Aleksander (1887–1942), estnischer Politiker
- Oinas, Annamaija (* 2003), finnische Nordische Kombiniererin
- Oinas, Felix (1911–2004), amerikanischer Finnougrist und Folklorist estnischer Herkunft
- Oinopides, griechischer Astronom, Mathematiker und Geometer

### Oio
- Oioli, Maurizio (* 1981), italienischer Skeletonpilot

### Ois
- Oischinger, Johann (1817–1876), deutscher katholischer Theologe und Philosoph
- Oiserman, Teodor Iljitsch (1914–2017), russischer Philosoph und Philosophiehistoriker
- Øiseth, Hildegunn (* 1966), norwegische Jazzmusikerin (Trompete, Flügelhorn, Bukkehorn)
- Øiseth, Marit (1928–1971), norwegische Sprinterin und Skilangläuferin
- Ōishi, Asuki (* 1991), japanischer Fußballspieler
- Ōishi, Atsuto (* 1976), japanischer Fußballspieler
- Ōishi, Ayami (* 1991), japanische Ruderin
- Ōishi, Hisako (1936–2012), japanische Politikerin
- Ōishi, Nobuyuki (* 1939), japanischer Fußballspieler
- Ōishi, Nobuyuki (* 1974), japanischer Fußballspieler
- Ōishi, Ryō (* 1977), japanischer Fußballspieler
- Ōishi, Ryūhei (* 1997), japanischer Fußballspieler
- Ōishi, Satoshi (* 1972), japanischer Fußballspieler
- Ōishi, Takao (* 1964), japanischer Fußballspieler
- Ōishi, Takaya (* 1972), japanischer Fußballspieler
- Ōishi, Tetsuya (* 1979), japanischer Fußballspieler
- Ōishi, Tsugutoshi (* 1989), japanischer Fußballspieler
- Ōishi, Yasuko (* 1931), japanische Schwimmerin
- Ōishi, Yoshio (1659–1703), japanischer Samurai, Anführer der 47 Ronin
- Oișteanu, Andrei (* 1948), rumänischer Religionshistoriker, Kulturwissenschaftler und Publizist
- Oisterwijk, Maria van († 1547), niederländische Mystikerin und Ordensoberin
- Oistrach, Dawid Fjodorowitsch (1908–1974), sowjetischer GeigerDawid Fjodorowitsch Oistrach (1908–1974)

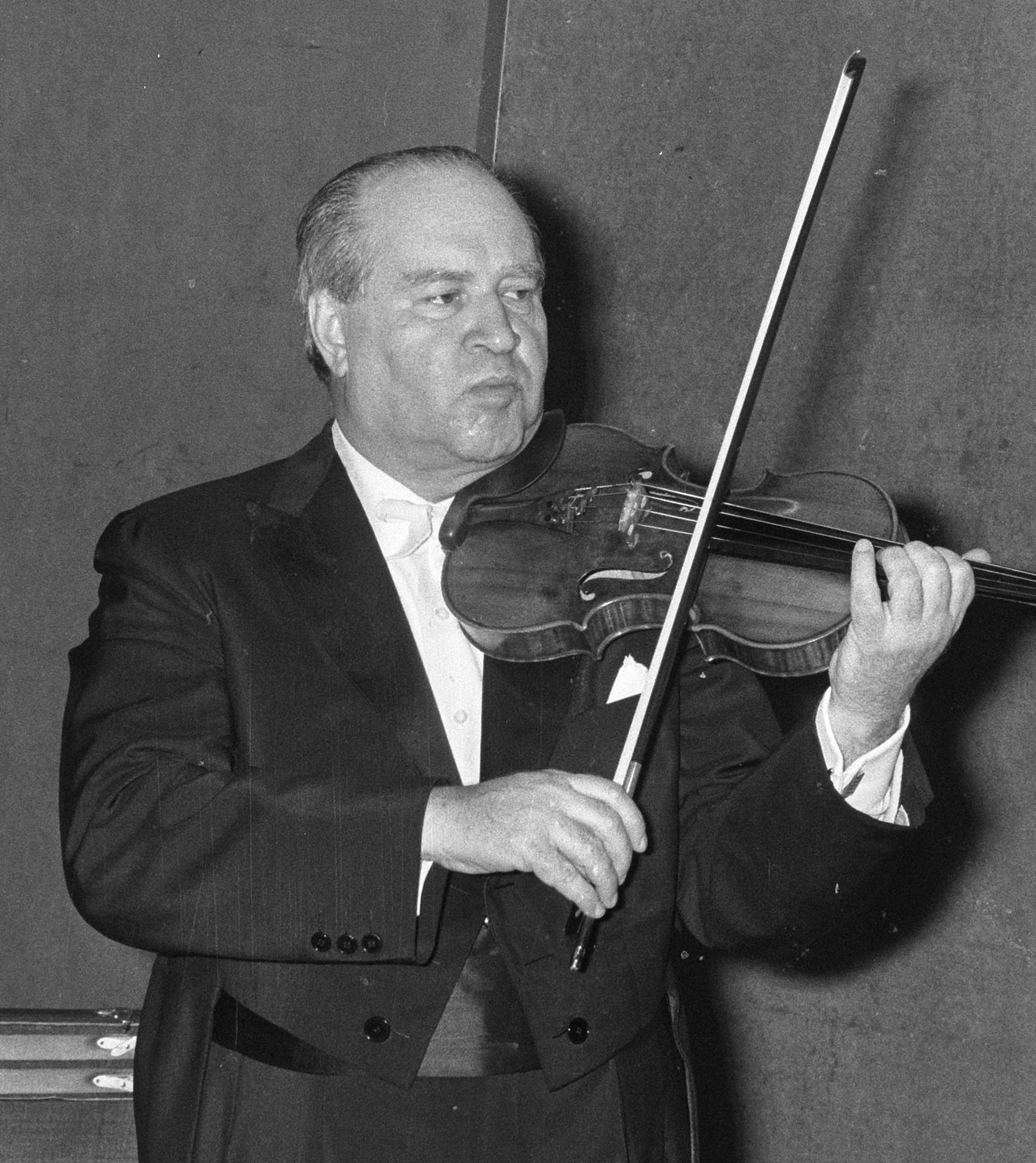
Dawid Fjodorowitsch Oistrach (1908–1974)

- Oistrach, Igor Dawidowitsch (1931–2021), sowjetischer Geiger

### Oit
- Oita, Kōichi (1914–1996), japanischer Fußballspieler
- Oita, Yūko, japanische Fußballspielerin
- Oiterong, Alfonso Rehobong (1924–1994), palauischer Vizepräsident
- Oiticica, Hélio (1937–1980), brasilianischer Künstler
- Oiticica, José (1882–1957), brasilianischer Dichter, Anarchist, Romanist und Lusitanist
- Oitzl, Melly (* 1955), österreichische Neurobiologin

### Oiv
- Oivanen, Matti (* 1986), finnischer Volleyballspieler
- Oivanen, Mikko (* 1986), finnischer Volleyballspieler

### Oiw
- Ōiwa, Gō (* 1972), japanischer Fußballspieler
- Ōiwa, Kazuki (* 1989), japanischer Fußballspieler
- Oiwa, Kendi (* 1978), japanischer Manga-Zeichner
- Ōiwa, Yoshiaki (* 1976), japanischer Vielseitigkeitsreiter

### Oiz
- Oizumi, Daiki (* 1989), japanischer Fußballspieler
- Ōizumi, Kazuya (* 1991), japanischer Fußballspieler